# Drakar - en sann saga
Drakar - en sann saga (2005) är en brittisk fiktiv dokumentärfilm av samma grupp som gjorde Dinosauriernas tid. I den påhittade dokumentären berättar gruppen historien om hur det skulle kunna gå till om man upptäckte existensen av en biologisk varelse vars utseende och egenskaper överensstämmer med hela världens avbildning av draken.
I berättelsen följer man en saga från medeltiden, som berättar om ett par tappra legosoldater som tar sig upp till en drakhonas grotta och dödar både henne och hennes unge. Men det kostade hela patrullen dess liv. Under ett ihärdigt sökande upptäcker forskargruppen en nedbruten glaciär, och i en snäv isgrotta kan de med ultraljud hitta en granngrotta på andra sidan väggen. De borrar ett hål och skickar in en kamera. Man ser ett antal nerfrusna lik iklädda rustning och en 5 meter lång varelse med vingar och lång svans intill sin unge. Filmen visar hur fynden studeras vetenskapligt.